# باکمنویل (پنسیلوانیا)
باکمنویل (به انگلیسی: Bachmanville) یک منطقهٔ مسکونی در ایالات متحده آمریکا است که در پنسیلوانیا واقع شده است. باکمنویل ۱۸۵٫۰۲ متر بالاتر از سطح دریا واقع شده است.